# Richview (Illinois)
Richview es una villa ubicada en el condado de Washington en el estado estadounidense de Illinois. En el Censo de 2010 tenía una población de 253 habitantes y una densidad poblacional de 87,22 personas por km².

## Geografía
Richview se encuentra ubicada en las coordenadas 38°22′33″N 89°10′50″O / 38.37583, -89.18056. Según la Oficina del Censo de los Estados Unidos, Richview tiene una superficie total de 2.9 km², de la cual 2.9 km² corresponden a tierra firme y (0%) 0 km² es agua.

## Demografía
Según el censo de 2010, había 253 personas residiendo en Richview. La densidad de población era de 87,22 hab./km². De los 253 habitantes, Richview estaba compuesto por el 96.44% blancos, el 2.77% eran afroamericanos, el 0.4% eran amerindios, el 0.4% eran asiáticos, el 0% eran isleños del Pacífico, el 0% eran de otras razas y el 0% pertenecían a dos o más razas. Del total de la población el 0% eran hispanos o latinos de cualquier raza.